# Will Carling
William David Charles Carling, OBE (Sudoeste de Inglaterra, 12 de diciembre de 1965) es un exjugador británico de rugby que se desempeñaba como centro. Jugó toda su carrera en el club Harlequins FC, formó parte de los British and Irish Lions en las giras a Australia 1989 y Nueva Zelanda 1993, y fue capitán del XV de la Rosa desde 1988 a 1996, con la que jugó además en 72 oportunidades.

## Participaciones en Copas del Mundo
Disputó la Copa del Mundo de Inglaterra 1991 el XV de la Rosa abrió el Mundial ante los campeones del Mundo; los All Blacks cayendo 18-12, en Cuartos de final derrotaron a Les Blues 19-10, vencieron al XV del Cardo de Gavin Hastings 13-9 y perdieron la final ante Australia 6-12. Finalmente jugó su último mundial en Sudáfrica 1995 donde Inglaterra consiguió el cuarto lugar, Carling marcó dos tries en la derrota ante los All Blacks en semifinales.
| Mundial                       | Sede       | Resultado     | PJ | Tries |
| ----------------------------- | ---------- | ------------- | -- | ----- |
| Copa Mundial de Rugby de 1991 | Inglaterra | Subcampeón    | 6  | 2     |
| Copa Mundial de Rugby de 1995 | Sudáfrica  | Cuarto puesto | 6  | 2     |

## Palmarés
- Campeón del Torneo de las Seis Naciones de 1991, 1992, 1995 todos con Grand Slam y el de 1996.
- Campeón de la Anglo-Welsh Cup de 1987/88 y 1990/91.